# Alcimochthes melanophthalmus
Alcimochthes melanophthalmus is een spinnensoort in de taxonomische indeling van de krabspinnen (Thomisidae).
Het dier behoort tot het geslacht Alcimochthes. De wetenschappelijke naam van de soort werd voor het eerst geldig gepubliceerd in 1903 door Eugène Simon.